# 小手鞠るい
小手鞠るい（こでまり るい、1956年3月17日 - ）は、日本の小説家、詩人、エッセイスト。
1982年に刊行された詩集『愛する人にうたいたい』（川滝かおり名義）で、詩人として出発。1995年に刊行された『玉手箱』で、小説家として再出発。『欲しいのは、あなただけ』『エンキョリレンアイ』シリーズ三部作、『愛を海に還して』『空と海のであう場所』『別れのあと』『ロング・ウェイ』などの恋愛小説作品で人気を博する。
絵本の原作、エッセイ、児童書なども手がけている。代表作は『誰もいない』『九死一生』『美しい心臓』『アップルソング』『私たちの望むものは』『女性失格』『情事と事情』など。

## 来歴・人物
岡山県備前市出身。岡山県立岡山朝日高等学校、同志社大学法学部法律学科卒業。出版社勤務、学習塾講師、フリーライターなどを経て、1992年にアメリカに移住。
22歳のとき、やなせたかしが編集長をつとめる雑誌『詩とメルヘン』に、詩作品『空はなにいろ』を初投稿し初入選。その後も投稿を重ね、1981年に第7回サンリオ「詩とメルヘン賞」を受賞し、三冊の詩集を上梓。二十代から三十代半ばにかけて、詩作のかたわら、小説の創作と文芸誌の新人賞への応募をつづける。
渡米後の1993年、アメリカ人夫婦の離婚を目の当たりにした日本人女性の心と体の葛藤を描いた『おとぎ話』で、第12回「海燕新人文学賞」を受賞。
1995年、受賞作を含む第一作品集『玉手箱』を刊行。
2005年、「男らしい人」との激しい恋、「優しい人」との悲しい愛、ふたつの恋愛を、駆け抜ける文体で描いた作品『欲しいのは、あなただけ』で、第12回「島清恋愛文学賞」を受賞。
翌2006年、ニューヨークと東京に離れ離れになった恋人たちの切ない思いを描き切った『エンキョリレンアイ』が話題を呼ぶ。以後も精力的に作品を発表。
近作として、過去から解放され、自分らしい生き方を模索する主人公の喪失と再生を描いた『永遠』、ジャズカフェを経営する、若い男女のみずみずしい恋愛模様を描いた『ふたり』、出身地である岡山を舞台にして、母と娘、結婚と仕事、郷里と家族などを重層的に描き、幸福とは何か、愛とは人生とは何かを問いかけた意欲作『望月青果店』、ニューヨークと東京を行き来するキャリアウーマンと、備前焼の陶芸作家が、9・11事件や熟年離婚などに直面しながらも、時の流れを超えて純愛を貫く生き様を描き出した、壮大かつ繊細な長編小説『海薔薇』、フィギュアスケートのペア、可南子と流のみずみずしい初恋を描いた『ガラスの森』と、その姉妹編『はだしで海へ』につづく、青春小説三部作の完結編、ペルー取材をもとに書かれた『空中都市』、新人小説家を主人公に据え、書く女の不倫の恋にまっこうから取り組んだ意欲作『泣くほどの恋じゃない』がある。
他にも、妻子ある男を愛してしまったふたりの女の日々の暮らしと心模様を、あますところなく描き切りながらも、同時に、本を愛するすべての人たちへのオマージュにもなっている、恋愛小説の最長編『誰もいない』、恋愛小説の枠組みを超え、すべての生きとし生けるものたちへの愛を静謐な筆致で描き切った『九死一生』、初期の代表作『欲しいのは、あなただけ』を超える衝撃度で、悪魔的なまでに純粋な恋愛の苦悩と幸福を描いた『美しい心臓』など。
2014年5月に発表された『アップルソング』は、敗戦直前の焼け跡から救い出され、アメリカに渡って戦争報道写真家となった女性を主人公に据えて、日本とアメリカ、戦争と平和、人間の罪と罰、地球の未来に思いを馳せながら、重厚で壮大な世界を詩情豊かに描き出した新境地であり、これまでの創作の集大成とも言える作品になっている。
2015年9月に発表された『テルアビブの犬』は、幼少時に読んで初めて号泣した『フランダースの犬』を下敷きにして書かれた小説で、出色の動物文学。また、同年10月に発表された『優しいライオン-----やなせたかし先生からの贈り物』は、中学時代から師と仰いできたやなせたかしの人生をたどりながら、自身の歩みや、やなせとの45年間にわたる交流、思い出を綴ったエッセイ。両作品は、やなせたかしに捧げられている。
2017年9月に発表された『星ちりばめたる旗』は、アメリカへの日系移民100年の歴史を重層的に描いた意欲作。歴史小説としても高く評価された。
2018年5月に発表された『炎の来歴』は、『アップルソング』『星ちりばめたる旗』の流れを汲む作品。アメリカと日本、戦争と平和、人間の愚かさと尊さをテーマに据え、不穏な情熱を秘めつつ疾走感の漂う独特な文体を駆使して書かれている。桐野夏生、奥泉光が本書に推薦コメントを寄せている。
2021年12月に発表された『女性失格』は、太宰治の『人間失格』のパスティーシュ的作品。女はいかにして女になっていくのか、女にならざるをえないのか。袋小路に追い詰めていくようにして、女の性と生を描き切った衝撃の問題作。「メーターが振り切れるまで書いた」と、著者はSNSで語っている。
2024年に発表された『つい昨日のできごと』（著者の父の漫画とのコラボ作）は、各方面から高い評価を得た。共同通信配信の書評記事でも大きく紹介され、ノンフィクション作家の保阪正康氏は「2024年の３冊」の１冊に選定。
無類の猫好きで、猫をテーマにしたエッセイ集『オトコのことは猫に訊け』『愛しの猫プリン』のほか、今は亡き愛猫との暮らしを題材にした小説『猫の形をした幸福』や黒猫が活躍する絵本『ルウとリンデン 旅とおるすばん』がある。
1996年から、ニューヨーク州ウッドストックに在住。森に囲まれた生活、野生の動植物たちとの触れ合いをこよなく愛する。
趣味は、バードウォッチング、登山、ジョギング。週に5日、約5キロの山道を走っている。夫が撮影したウッドストック界隈の写真と、短編小説を組み合わせた作品に『ラブ・ストーリーを探しに』がある。

## 受賞歴
- 1981年 第7回サンリオ「詩とメルヘン賞」を受賞。
- 1993年 『おとぎ話』で第12回「海燕新人文学賞」を受賞。
- 2005年 『欲しいのは、あなただけ』で第12回「島清恋愛文学賞」を受賞。
- 2009年 原作を手がけた絵本『ルウとリンデン 旅とおるすばん』で「ボローニャ国際児童図書賞」を受賞。
- 2012年『心の森』が第五十八回青少年読書感想文コンクール小学校高学年の部の課題図書に選出される。
- 2017年『アップルソング』がNHKラジオ第一放送「新日曜名作座」でドラマ化される。
- 2019年『ある晴れた夏の朝』が（一般社団法人）日本子どもの本研究会第３回作品賞を受賞。
- 2019年『ある晴れた夏の朝』が第六十五回青少年読書感想文全国コンクール中学校の部の課題図書に選出される。
- 2019年『ある晴れた夏の朝』が第68回小学館児童出版文化賞を受賞。
- 2019年『ある晴れた夏の朝』がミュンヘン国際児童図書館の選出する国際推薦児童図書目録「ホワイト・レイブンズ」に入選。
- 2021年『ぼくたちの緑の星』が第37回うつのみやこども賞を受賞。
- 2021年『ある晴れた夏の朝』の英文版が偕成社より出版される。翻訳：グレン・サリバン
- 2024年『情事と事情』が動画配信サービスLeminoによってドラマ化され、12月から独占配信される。メインキャストは、倉科カナ、佐藤ほなみ、森香澄、真飛聖、金子ノブアキ、佐藤寛太、寺西拓人。

## 著書

### 小説
- 『ガラスの森』（白泉社、1992年 川滝かおり名義） のちポプラ文庫ピュアフル[1]
- 『玉手箱』（ベネッセコーポレーション、1995年） のち河出文庫（「おとぎ話」を収録）
- 『それでも元気な私』（新潮社、2000年）『早春恋小路上ル』と改題し幻冬舎文庫
- 『アメリカ人を好きになってわかったこと。』（文香社、2002年） 『私を見つけて』と改題し幻冬舎文庫
- 『欲しいのは、あなただけ』（新潮社、2004年） のち文庫
- 『ふれていたい』（求龍堂、2006年） 『はだしで海へ』と改題しポプラ文庫ピュアフル
- 『空と海のであう場所』（ポプラ社、2006年） のち文庫
- 『愛を海に還して』（河出書房新社、2006年） のち文庫
- 『あなたとわたしの物語』（徳間書店、2006年） のち文庫
- 『エンキョリレンアイ』（世界文化社、2006年） のち新潮文庫、のち河出文庫
- 『恋するからだ』（徳間書店、2007年） のち文庫
- 『好き、だからこそ』（新潮社、2007年） のち文庫
- 『サンカクカンケイ』（世界文化社、2007年） のち新潮文庫
- 『猫の形をした幸福』（ポプラ社、2008年） のち文庫
- 『なぜ泣くの』（徳間書店、2008年）のち文庫
- 『レンアイケッコン』（世界文化社、2008年） のち新潮文庫
- 『Wish』（河出書房新社、2008年）
- 『もっとも危険な長い夜』（PHP研究所、2009年）のち文庫
- 『ロング・ウェイ』（祥伝社、2009年）のち文庫
- 『ありえない恋』（実業之日本社、2009年）のち文庫
- 『時を刻む砂の最後のひとつぶ』（文藝春秋 、2009年） のち文庫
- 『野菜畑で見る夢は』（日経BP社、2009年）のち文春文庫
- 『別れのあと』（新潮社、2009年） のち文庫
- 『私の神様』（朝日新聞出版、2010年）
- 『シーツとシーツのあいだ』（徳間書店、2010年）『痛みを殺して』と改題し徳間文庫
- 『ラブ・ストーリーを探しに』（角川学芸出版、2010年）
- 『年下の彼』（河出書房新社、2010年）
- 『カクテル･カルテット』（ポプラ文庫オリジナル、2010年）
- 『永遠』（角川書店、2011年）　のち文庫
- 『ふたり』（世界文化社、2011年）
- 『望月青果店』（中央公論新社、2011年） のち文庫
- 『海薔薇』（講談社、2011年）
- 『空中都市』（角川春樹事務所、2012年）のちハルキ文庫
- 『泣くほどの恋じゃない』（原書房、2012年）のち潮文庫
- 『その愛の向こう側』（徳間書店、2012年）
- 『誰もいない』（幻冬舎、2012年）『幸福の一部である不幸を抱いて』と改題し幻冬舎文庫
- 『九死一生』（小学館、2013年）のち文庫
- 『美しい心臓』（新潮社、2013年）のち文庫
- 『あなたにつながる記憶のすべて』（実業之日本社、2013年）
- 『天使の子』（河出書房新社、2014年）
- 『ラブ・オールウェイズ』（祥伝社、2014年）
- 『アップルソング』（ポプラ社、2014年）のち文庫
- 『いちばん近くて遠い』（PHP研究所、2014年）
- 『素足の季節』（ハルキ文庫オリジナル　2015年
- 『また明日会いましょう』（KADOKAWA、MF文庫ダ・ヴィンチMEWオリジナル　2015年
- 『君が笑えば』（中央公論新社、2015年）
- 『テルアビブの犬』（文藝春秋、2015年）
- 『私の何をあなたは憶えているの』（双葉社、2015年）双葉文庫オリジナル
- 『闘う女』（角川春樹事務所、2016年）ハルキ文庫オリジナル
- 『曲がり木たち』（原書房、2016年）
- 『星ちりばめたる旗』（ポプラ社、2017年）
- 『炎の来歴』（新潮社、2018年）
- 『瞳のなかの幸福』（文藝春秋、2019年）のち文庫
- 『私たちの望むものは』（河出書房新社、2020年）
- 『ラストは初めから決まっていた』（ポプラ社、2021年）
- 『女性失格』（文藝春秋、2021年）
- 『情事と事情』（幻冬舎、2022年）のち文庫
- 『乱れる海よ』（平凡社、2022年）
- 『未来地図』（原書房、2023年）
- 『わたしの猫、永遠』（潮出版社、2024年、文庫書き下ろし）
- 『イズミ』（偕成社、2024年）

### エッセイ
- 『ノルウェーの森の猫』（出窓社、1998年） 『愛しの猫プリン』と改題しポプラ文庫
- 『ウッドストック森の生活』（出窓社、1999年） 『ウッドストックの森の日々』と改題しポプラ文庫
- 『植物セラピー』（モデラート、2003年）
- 『オトコのことは猫に訊け』（小学館、2004年） 『結婚するなら、猫好きオトコ』と改題し河出文庫
- 『レンアイ相談』（筑摩書房、2008年）
- 『優しいライオン-やなせたかし先生からの贈り物』（講談社、2015年）
- 『働く女性に贈る２７通の手紙』（産業編集センター、2018年、望月衿子との往復書簡エッセイ）
- 『空から森が降ってくる』（平凡社、2019年）
- 『今夜もそっとおやすみなさい』（出版芸術社、2021年）
- 『お母ちゃんの鬼退治』（偕成社、2022年）
- 『放課後の読書クラブ』（偕成社、2023年）
- 『サンリオ出版大全』（慶應義塾大学出版会、2024年） やなせたかしとの思い出を綴ったエッセイ「風に折れないコスモス、あるいは草原の口笛」を寄稿。
- 『この窓の向こうのあなたへ』（出版芸術社、2024年、児童文学作家・佐藤まどかとの往復書簡集）
- 『つい昨日のできごと------父の昭和スケッチブック』（平凡社、2024年）

### 児童書
- 『よわむしワタル』（ウオカーズカンパニー、1989年 川滝かおり名義）
- 『クラリンの猫まんま』（飛鳥新社、2000年）
- 『ルウとリンデン 旅とおるすばん』（講談社、2008年、絵本）
- 『はじめてのもり』（金の星社、2010年）
- 『心の森』（金の星社、2011年）
- 『やくそくだよ、ミュウ』（岩崎書店、2012年）
- 『くろくまレストランのひみつ』（金の星社、2012年、シリーズ第１巻）
- 『お菓子の本の旅』（講談社、2012年）
- 『お手紙ありがとう』(WAVE出版、2013年）
- 『ひつじ郵便局長のひみつ』（金の星社、2014年、シリーズ第２巻）
- 『きょうから飛べるよ』（岩崎書店、2014年）
- 『お手紙まってます』（WAVE出版、2015年）
- 『きつね音楽教室のゆうれい』（金の星社、2015年、シリーズ第３巻）
- 『思春期』（講談社、2015年）
- 『あんずの木の下で-体の不自由な子どもたちの太平洋戦争』（原書房、2015年）[2]
- 『ミュウとゴロンとおにいちゃん』（岩崎書店、2016年）
- 『野うさぎパティシエのひみつ』（金の星社、2016年、シリーズ第４巻）
- 『シナモンのおやすみ日記』（講談社、2016年）
- 『いつも心の中に』（金の星社、2016年）
- 『きみの声を聞かせて』（偕成社、2016年）
- 『ねこの町のリリアのパン』（講談社、2017年、シリーズ第１巻）
- 『りすのきょうだいと ふしぎなたね』（金の星社、2017年、シリーズ第５巻）
- 『見上げた空は青かった』（講談社、2017年）
- 『ねこの町のダリオ写真館』（講談社、2017年、シリーズ第２巻）
- 『まほうの絵本屋さん』（出版ワークス、2017年、絵本）
- 『ぶどう畑で見る夢はーーこころみ学園の子どもたち』（原書房、2018年）
- 『うさぎのマリーのフルーツパーラー』（講談社、2018年）
- 『森のとしょかんのひみつ』（金の星社、2018年、シリーズ第６巻）
- 『ねこの町の本屋さんーーゆうやけ図書館のなぞ』（講談社、2018年、シリーズ第３巻）
- 『ある晴れた夏の朝』（偕成社、2018年）
- 『少女は森からやってきた（PHP研究所、2019年）
- 『初恋まねき猫』（講談社、2019年）
- 『名もなき花たちとーー戦争混血孤児の家「エリザベス・サンダース・ホーム」』（原書房、2019年）
- 『野うさぎレストランへようこそ』（金の星社、2019年、シリーズ第７巻）
- 『まほうの絵本屋さんーーようこそ海へ』（出版ワークス、2019年、絵本）
- 『放課後の文章教室』（偕成社、2019年）
- 『そらをとんだワンダ』（マイクロマガジン社、2019年、絵本）
- 『ねこの町のホテル プチモンドーーハロウィンとかぼちゃの馬車』（講談社、2019年、シリーズ第４巻）
- 『空に向かって走れ！』（講談社、2019年）
- 『窓』（小学館、2020年）
- 『ぼくたちの緑の星』（童心社、2020年）
- 『おとうとのたからもの』（岩崎書店、2020年）
- 『ねこの町の小学校-----たのしいえんそく』（講談社、2020年、シリーズ第５巻）
- 『卒業旅行』（偕成社、2020年）
- 『星空としょかんへようこそ』（小峰書店、2020年）
- 『うさぎのモニカのケーキ屋さん』（講談社、2021年）
- 『平和の女神さまへ---平和ってなんですか？』（講談社、2021年）
- 『ひかる石のおはなし』（あかね書房、2021年）
- 『うさぎタウンのおむすびやさん』（講談社、2021年）
- 『サステナブル・ビーチ』（さ・え・ら書房、2021年）
- 『おしゃべりの森のものがたり』（フレーベル館、2021年）
- 『森の歌が聞こえる』（光村図書、2021年）
- 『午前３時に電話して』（講談社、2021年）
- 『庭』（小学館、2021年）
- 『文豪中学生日記』（あすなろ書房、2021年）
- 『うさぎのマリーのフルーツパーラー　まいごのこねこ』（講談社）
- 『はじめての赤毛のアン　アイスクリームのピクニック』（講談社）
- 『ねこの町の小学校　わくわくキャンプファイヤー』（講談社、2022年、シリーズ第６巻）
- 『ストーリーで楽しむ伝記（10）緒方貞子』（2022年、岩崎書店）
- 『母の国、父の国』（さ・え・ら書房、2022年）
- 『うちのおかあちゃん』（偕成社、2022年、絵本）
- 『星空としょかんのジュリエット』（小峰書店、2022年、シリーズ第２巻）
- 『うさぎのモニカのケーキ屋さん　ハッピーバースデイ』（講談社、2022年、シリーズ第５巻）
- 『うさぎタウンのパン屋さん』（講談社、2022年、シリーズ第６巻）
- 『エリザとさくらのものがたり』（少年写真新聞社、2023年、絵本）
- 『七つの石の物語』（講談社、2023年）
- 『鳥』（小学館、2023年、シリーズ第３巻）
- 『川滝少年のスケッチブック』（講談社、2023年）
- 『ほたるとワタルの物語』（金の星社、2023年）
- 『ゆみちゃん』（くもん出版、2023年）
- 『星空としょかんの王子さま』（小峰書店、2023年、シリーズ第３巻）
- 『ななちゃんのたからもの』（岩崎書店、2023年、シリーズ第２巻）
- 『お金たちの愛と冒険』（文研出版、2023年）
- 『空と星と風の歌』（童心社、2023年）
- 『まほうの絵本屋さん　空飛ぶ手紙』（出版ワークス、2024年）
- 『どろぼう猫とイガイガのあれ』（静山社、2024年、シリーズ第１巻）
- 『ようせいじてん　花のようせい 12か月』
- 『ようせいじてん　星座のようせい 12か月』
- 『ようせいじてん　フルーツのようせい 12か月』
- 『ようせいじてん　色のようせい 12色＋１』（以上４冊、講談社、2024年）
- 『答えは旅の中にある』（あすなろ書房、2024年）
- 『あなたの国では』（さ・え・ら書房、2024年）
- 『まほうの絵本屋さん　いずみとみずうみ』（出版ワークス、2024年）
- 『どろぼう猫とモヤモヤのこいつ』（静山社、2024年、シリーズ第２巻）
- 『まほうの絵本屋さん　ようこそねこの森へ』（出版ワークス、2024年）

### 詩集
- 『愛する人にうたいたい』（サンリオ、1982年 川滝かおり名義）
- 『だけどなんにも言えなくて』（サンリオ、1983年 同上）
- 『夕暮れ書店』（サンリオ、1991年 同上）

### 共著
- 『こんな英語習わなかった！』グレン・サリバン共著 （ジャパンタイムズ、1999年）

### ノンフィクション・伝記
- 『国際結婚物語』（廣済堂、1992年 川滝かおり名義）
- 『国際恋愛図鑑』（同上、1993年 同上）
- 『科学者レイチェル・カーソン』（理論社、1997年）
- 『命のスケッチブック』（静山社、2022年）

### 翻訳
- キャサリン・ワイズ・ゴールドマン『働くママのこと、好き？』（ジャパンタイムズ、1997年）
- ニキ・アンダーソン『猫はなんでも知っている』（筑摩書房、1999年）
- スザンナ・シートン『ガーデニングのシンプルな楽しみ』（大和書房、2001年）
- ジョアン・デービス『愛を発見する本』（マガジンハウス、2002年）
- ジョー・アン・ベーカー『セクシャル・ヒーリング』（文香社、2004年）
- シンシア・ライラント『ゆき』（新樹社、2010年）
- ジェイソン・カーター・イートン＆ガス・ゴードン『ななめねこ まちをゆく』（マイクロマガジン社、2017年）
- ジアナ・マリノ『わたしたちの森』（ポプラ社、2021年）

### アンソロジー
- 『＠恋愛』 （ランダムハウス講談社、2007年）
- 『ピュアフル・アンソロジー 手紙。』（ジャイブ、2007年）
- 『忘れない。』（メディアファクトリー、2007年）
- 『Field, Wind』（ジャイブ、2008年） 『ぼくらが走りつづける理由』と改題しポプラ文庫
- 『恋のかたち、愛のいろ』（徳間書店、2008年） のち文庫
- 『恋のかけら』（幻冬舎、2008年）
- 『甘い記憶』（新潮社、2008年） のち文庫
- 『眠らないため息』 （幻冬舎文庫オリジナル  2011年）
- 『10分間の官能小説集』（講談社文庫オリジナル 2012年）
- 『とっさの方言』（ポプラ文庫オリジナル 2012年）
- 『君と過ごす季節』（ポプラ文庫オリジナル 2012年）
- 『てのひらの恋』（角川文庫オリジナル 2014年）
- 『本をめぐる物語　一冊の扉』（角川文庫オリジナル、2014年）
- 『10分間の官能小説集３』（講談社文庫オリジナル 2014年）
- 『３時のおやつ　ふたたび』（ポプラ文庫オリジナル 2016年）
- タイムストーリー第２期『３日で咲く花』（偕成社、2016年）
- 『十歳までに読んだ本』（ポプラ社、2017年）
- 『そして、物語は決着する』（偕成社、2020年）
- 『夜明け前のキョーフ』（フレーベル館、2020年）
- 『えっ、うそみたい？』（2022年、偕成社）
- 『いつも強くてカッコいい女の子』（2022年、岩崎書店）
- 『いつも側にいるあの人』（2022年、岩崎書店）
- 『百物語（２）邪悪の恐怖』（文溪堂、2023年）
- 『サンリオ出版大全』（慶應義塾大学出版会、2024年、エッセイを寄稿）